# Camellia cuspidata
Camellia cuspidata är en tvåhjärtbladig växtart. Camellia cuspidata ingår i släktet Camellia, och familjen Theaceae. Arten förekommer i Kina. 

## Underarter
Arten delas in i följande underarter:
- C. c. chekiangensis
- C. c. grandiflora
- C. c. trichandra